# Willem Jozef van Looz-Corswarem
Willem Jozef Alexander hertog van Looz-Corswarem (7 juli 1732 - 20 maart 1803) was in 1803 regerend vorst van Rheina-Wolbeck. Het adellijke huis Looz-Corswarem stamt uit de buurt van Luik.
Willem-Jozef was de zoon van de Zuid-Nederlandse edelman en grondbezitter Jozef Clemens van Looz-Corswarem (1705-1768) en Jeanne Marie d'Angleur. Hij trad in 1756 in Oostenrijkse dienst en werd tijdens de Zevenjarige Oorlog in 1762 tot majoor bevorderd. Hij werd in 1792 hertog van Looz-Corswarem, maar verloor dit gebied na de Franse Revolutie aan Frankrijk. De besluiten van de Reichsdeputationshauptschluss stelden hem in 1802/1803 schadeloos door hem het uit twee districten van het geseculariseerde bisdom Münster samengestelde vorstendom Rheina-Wolbeck toe te kennen, waarmee een stem in de Rijksvorstenraad was verbonden. De vorst koos het geseculariseerde klooster Bentlage als residentie, maar stierf reeds drie maanden later.
Zijn oudste zoon Karel Lodewijk (1769-1822) had hij in 1802 bij testament van opvolging uitgesloten, zodat deze alleen de Belgische bezittingen en titels erfde. In Rheina-Wolbeck volgde zijn jongere zoon Jozef Arnold (1770-1827) hem op.